# Benedetta Pilato
Benedetta Pilato (* 18. Januar 2005 in Tarent) ist eine italienische Schwimmerin, die auf den kurzen Bruststrecken Weltmeisterin und Europameisterin war.

## Karriere
Pilato nahm an den Schwimmweltmeisterschaften 2019 in Gwangju teil. Im Alter von 14 Jahren wurde sie dort hinter der US-Amerikanerin Lilly King Vizeweltmeisterin im Brustschwimmen über 50 Meter.
Bei den Schwimmeuropameisterschaften 2020 im Mai 2021 stellte Pilato im Halbfinale im Brustschwimmen über 50 Meter mit einer Zeit von 29,30 Sekunden einen neuen Weltrekord auf. Im Finale wurde sie anschließend Europameisterin.
2022 siegte sie bei den Weltmeisterschaften in Budapest über 100 Meter Brust mit 0,05 Sekunden Vorsprung auf die Deutsche Anna Elendt. Über 50 Meter Brust wurde sie Zweite hinter der Litauerin Rūta Meilutytė. Sechs Wochen später bei den Europameisterschaften in Rom wiederholte Pilato ihre beiden Medaillen. Sie erschwamm Gold über 100 Meter Brust und wurde über 50 Meter Brust Zweite hinter der Litauerin. Die 4-mal-100-Meter-Mixed-Lagenstaffel mit Chiara Fontana, Benedetta Pilato, Ettore Nanetti und Samuele Congia schwamm die schnellste Vorlaufzeit. Im Endlauf waren Thomas Ceccon, Nicolò Martinenghi, Elena Di Liddo und Silvia Di Pietro elf Sekunden schneller als die Vorlaufstaffel und wurden Zweite hinter dem niederländischen Team. Alle acht Beteiligten erhielten eine Silbermedaille. Ende 2022 wurde Pilato bei den Kurzbahnweltmeisterschaften in Melbourne Siebte über 50 Meter Brust.
2023 bei den Weltmeisterschaften in Fukuoka erkämpfte Pilato die Bronzemedaille über 50 Meter Brust hinter Rūta Meilutytė und Lilly King. Ende des Jahres bei den Kurzbahneuropameisterschaften in Otopeni wurde Pilato über 100 Meter Brust Zweite hinter der Estin Eneli Jefimova. Die 4-mal-50-Meter-Lagenstaffel mit Costanza Cocconcelli, Benedetta Pilato, Silvia Di Pietro und Jasmine Nocentini erreichte den zweiten Platz hinter dem schwedischen Quartett. Anita Bottazzo erhielt eine Silbermedaille für ihren Einsatz im Vorlauf. Über 50 Meter Brust gewann Pilato mit 0,26 Sekunden Vorsprung vor Jefimova.
Im Februar 2024 bei den Weltmeisterschaften in Doha schied Pilato über 100 Meter Brust mit der neuntbesten Halbfinalzeit aus, für den Einzug in den Endlauf fehlten ihr fünf Hundertstelsekunden. Über 50 Meter Brust gewann einmal mehr Rūta Meilutytė, hinter der Chinesin Tang Qianting erschwamm Pilato die Bronzemedaille. Die Lagenstaffel mit Francesca Pasquino, Benedetta Pilato, Costanza Cocconcelli und Chiara Tarantino belegte den sechsten Platz. Fünf Monate später bei den Olympischen Spielen in Paris erreichte Pilato das Finale über 100 Meter Brust. Die Südafrikanerin Tatjana Smith siegte mit 0,26 Sekunden Vorsprung vor der Chinesin Tang Quanting. 0,05 Sekunden hinter der Chinesin wurde die Irin Mona McSharry Dritte mit einer Hundertstelsekunde Vorsprung vor den zeitgleichen Benedetta Pilato und Lilly King.